# Adolf Rosenthal

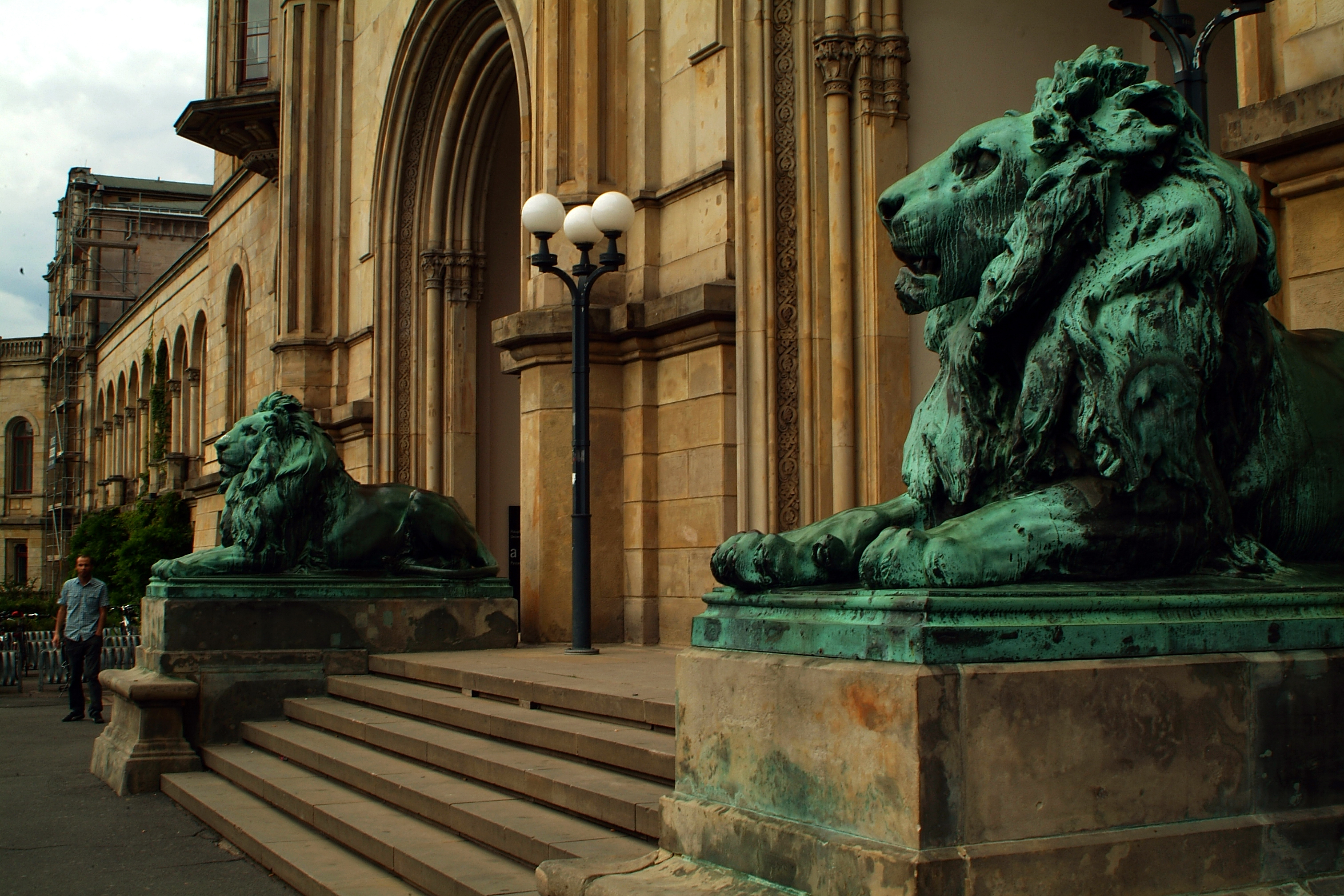
Die
von Adolf Rosenthal geschaffenen Bronzelöwen vor der Freitreppe der Universität Hannover

Adolf Rosenthal (geboren 28. April 1838 in Osnabrück; gestorben 23. September 1866 ebenda) war ein deutscher Bildhauer.

## Leben
Adolf Rosenthal kam zur Zeit des Königreichs Hannover zur Welt als Sohn des in Osnabrück tätigen Lehrers Carl Rosenthal. Zu Ostern 1863 verließ er die Tertia des Realzuges des osnabrücker Ratsgymnasiums und kam zunächst zu seinem Onkel Aegidius Rosenthal (1808–1875) beziehungsweise Egidius Rosenthal als Graveur in die Lehre.
Sowohl mit städtischer Unterstützung als auch mit Hilfe des hannoverschen Königs studierte Rosenthal anschließend Bildhauererei in Berlin bei Daniel Christian Rauch. Schon 1856 beteiligte er sich erfolgreich an einer Ausstellung der Berliner Akademie.
Rosenthal besondere Begabung lag in der Tierbildnerei. Als seine größte Leistung gelten die Bronzelöwen vor der Eingangstreppe des Welfenschlosses in Hannover, die er im Auftrag von König Georg V. nach lebenden Vorbildern im Berliner Zoo schuf.
Zahlreiche Arbeiten Rosenthals wie beispielsweise Kleinplastiken und Reliefporträts insbesondere Osnabrücker Persönlichkeiten seiner Zeit finden sich heute in Privatbesitz sowie im Kulturgeschichtlichen Museum Osnabrück.

## Werke

### Bronzelöwen

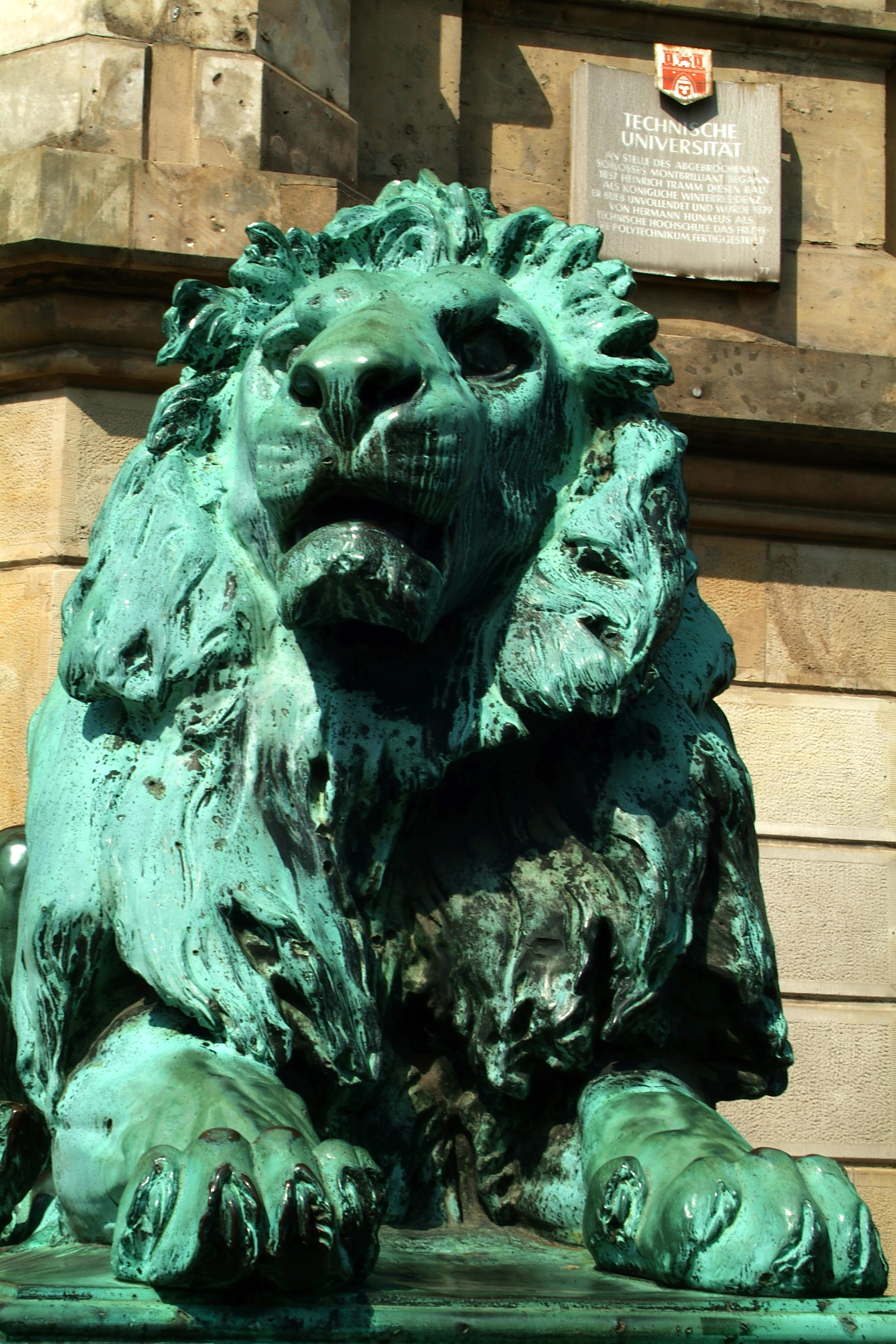
„Wollt Ihr wohl arbeiten!“

#### Hannover
Ursprünglich sollten für das Welfenschloss Skulpturen eines Löwen und eines Einhorns geschaffen werden, wie dies beispielsweise in dem königlich-hannoverschen Wappen über dem Eingang des benachbarten Marstalls beim Welfenschloss ausgeführt wurde. Nachdem man sich jedoch für zwei Löwen entschieden hatte, wurden die beiden männlichen Bronzelöwen, die sich heute an der Freitreppe der Universität Hannover befinden, 1861 in Auftrag gegeben und 1862 von der Hof-Bronzgießerei Bernstorff & Eichwede gegossen. Sie sollten anfänglich neben der Ehrentreppe im Innenhof des Welfenschlosses aufgebaut werden und flankierten erst später den Eingang der Universität, nachdem das ursprünglich als Schloss geplante Gebäude für die Technische Hochschule umfunktioniert wurde.
Die Firma Bernstorff und Eichwede präsentierte einen der Löwen auf der Weltausstellung London 1862 und gewannen damit eine Medaille. Dazu vermerkte der „Amtliche Bericht über die Industrie- und Kunstausstellung zu London im Jahre 1862“: „Dieser Guß war in jeder Hinsicht vortrefflich zu nennen“.
Nach dem Deutschen Krieg 1866 und der Annexion des Königreichs Hannover durch Preußen sollten die Löwen noch einmal in größerem Rahmen ausgestellt werden, auf der Weltausstellung 1873 in Wien. Auf Anraten des Oberpräsidenten unterblieb dies jedoch, „da man fürchtete, der ehemalige König von Hannover, Georg V., könne anläßlich der öffentlichen Ausstellung dieser Objekte seine Besitzansprüche anmelden“.

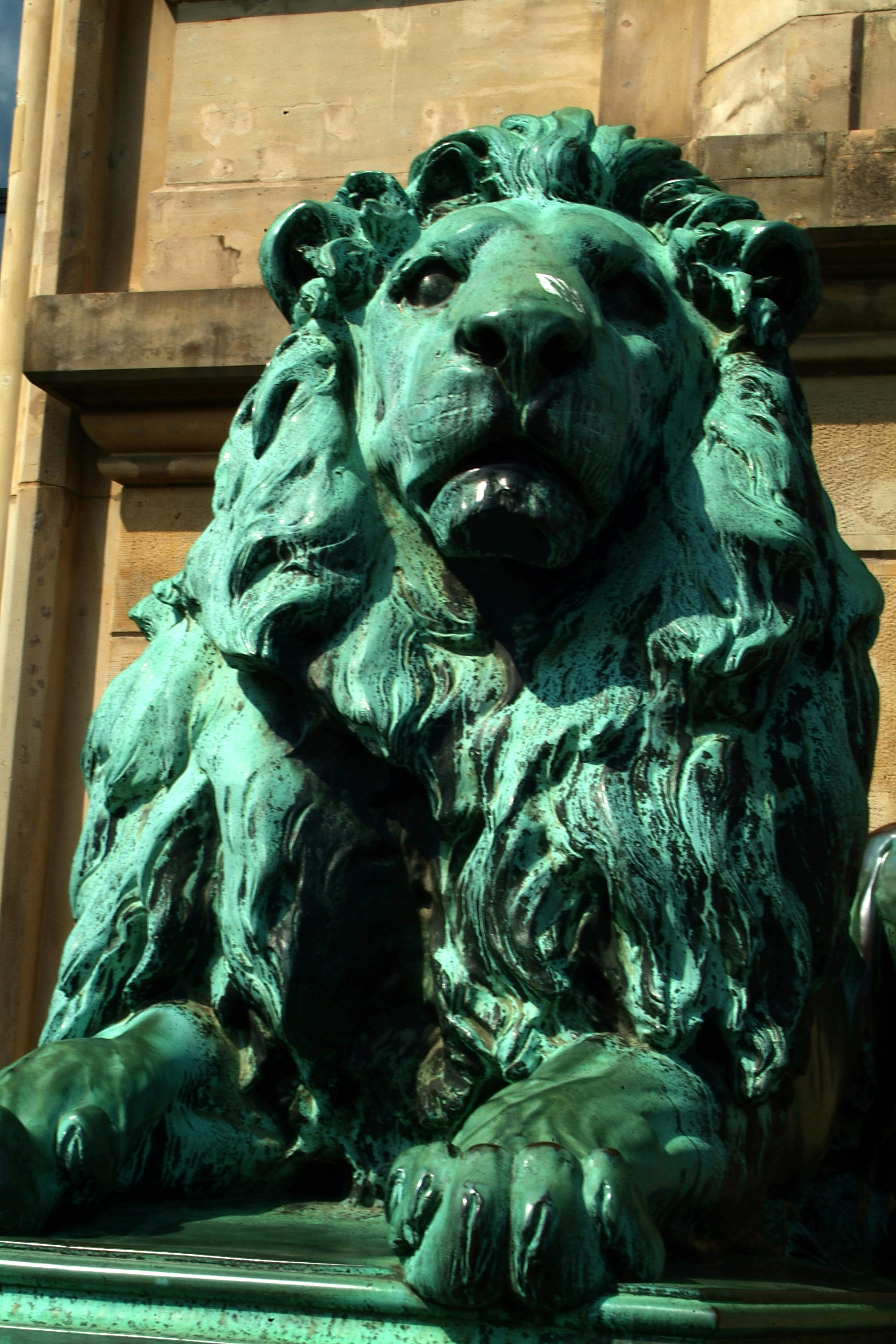
„Ihr arbeitet ja doch nicht!“

Der unterschiedliche Gesichtsausdruck der beiden Löwen provozierte Auseinandersetzungen. So berichtete der ehemalige Hochschul-Absolvent und spätere Industrielle Johannes Körting, wie der Professor für Mechanik, Wilhelm Keck, seinen Studenten die unterschiedliche Mimik der beiden Löwen erläuterte: Der drohend, finster dreinblickende Löwe würde „Wollt ihr wohl arbeiten!“ sagen, der etwas gemütlichere und etwas entsagend schauende Löwe würde „Wir arbeiten ja doch nicht!“ entgegnen.
1935 legte der Hannoversche Kurier die gleiche Geschichte, jedoch mit einer anderen Nuance, dem Professor für Maschinenbau, Wilhelm Riehn, in den Mund: „Der eine Löwe, meine Herren, sieht Sie drohend an: Wollt Ihr wohl arbeiten! Der andere schaut resigniert drein: Ihr arbeitet ja doch nicht!“
Schon 1899 waren die Löwen reif für eine Restaurierung, da sie sich gerade auch bei Kindern großer Beliebtheit erfreuten: „Hier ist durch das fast ununterbrochene Besteigen durch Kinder, durch Rutschen und Betatscheln das goldglänzende Metall an Flanken und Schenkeln zutage getreten“. Doch erst Anfang 2002 wurden die Löwen in einer Spezialwerkstatt in Holzminden restauriert und im Juli desselben Jahres wieder vor der Universität aufgestellt.

#### München
1880 wurden die Löwenfiguren in Hannover durch das Hannoversche Guß- und Walzwerk in Bronze abgegossen. 1889 wurden die Modelle für das bayerische Landesdenkmal auf dem Schlachtfeld von Wörth wiederverwendet; ferner dienten sie auch als Vorlagen für die Marmorlöwen vor der Feldherrnhalle in München. Rosenthals Gipsmodelle standen lange Zeit im Vestibül von Schloss Osnabrück. 1931 wurden sie angeblich durch ein umstürzendes Baugerüst zerstört. In der Osnabrücker Zeitung vom 3. Februar 1931 wurde allerdings der Verdacht ausgesprochen, dass nicht ein Baugerüst, sondern Vandalismus schuld an der Zertrümmerung der Löwenfiguren gewesen war.

### Weitere Werke
- 1865 schuf Rosenthal ein Reliefbildnis des Bernhard Rudolf Abeken.[17]